# Moonshot AI
Moonshot AI (deutsch: „Mondschuss KI“; chinesisch: 月之暗面; pinyin: Yuè Zhī Ànmiàn), mit vollem Namen Beijing Moonshot AI Technology Co., Ltd., ist ein chinesisches Unternehmen für künstliche Intelligenz (KI) mit Sitz in Peking, China. Seit 2024 gilt es aufgrund seines Fokus auf die Entwicklung großer Sprachmodelle als einer der „KI-Tiger“ Chinas. Das Unternehmen hat erhebliche Investitionen angezogen und durch seinen Chatbot Kimi und seine rasanten technologischen Fortschritte Aufmerksamkeit erlangt.

## Geschichte
Moonshot wurde im März 2023 von Yang Zhilin, Zhou Xinyu und Wu Yuxin gegründet. Die Gründung erfolgte zum 50. Jahrestag von Pink Floyds „The Dark Side of the Moon“, Yangs Lieblingsalbum und Inspiration für den Firmennamen. Yang erklärte, sein Ziel bei der Gründung von Moonshot AI sei die Entwicklung grundlegender Modelle für die Entwicklung künstlicher Intelligenz. Yangs drei Meilensteine sind eine große Kontextlänge, ein multimodales Weltmodell und eine skalierbare Gesamtarchitektur, die sich ohne menschliches Zutun kontinuierlich selbst verbessern kann. Im Oktober 2023 veröffentlichte das Unternehmen seinen Chatbot Kimi, der bis zu 200.000 chinesische Schriftzeichen pro Konversation verarbeiten kann. Im Juni 2024 wurde berichtet, dass Moonshot den Markteintritt in den USA plant. Ein Insider gab bekannt, dass Moonshot Produkte für den US-Markt entwickelt, darunter eine KI-basierte Rollenspiel-Chat-Anwendung namens Ohai sowie einen Musikvideo-Generator namens Noisee. Moonshot erklärte daraufhin, es gebe keine Pläne, Produkte im Ausland zu entwickeln und zu veröffentlichen.

## Finanzierung und Investitionen
Moonshot wurde mit 300 Millionen US-Dollar bewertet, als es seine anfängliche Finanzierung von 60 Millionen US-Dollar erhielt und 40 Mitarbeiter beschäftigte. Im Februar 2024 leitete die Alibaba Group eine Finanzierungsrunde in Höhe von 1 Milliarde US-Dollar für Moonshot, die dem Unternehmen eine Bewertung von 2,5 Milliarden US-Dollar einbrachte. Berichten zufolge verkauften Yang und verwandte Personen angeblich Aktien im Wert von 40 Millionen US-Dollar, was für das erste Jahr eines Unternehmens ungewöhnlich viel ist. Im August 2024 beteiligten sich Tencent und Gaorong Capital als Investoren an einer Finanzierungsrunde in Höhe von 300 Millionen US-Dollar, die Moonshot mit 3,3 Milliarden US-Dollar bewertete. Während mehrere Unternehmen das Unternehmen weiterhin unterstützten, reduzierten einige Investoren, darunter GSR Ventures, ihr Engagement aufgrund von Bedenken im Zusammenhang mit Aktionärsstreitigkeiten und Vorwürfen vorzeitiger Gewinnmitnahmen. Im November 2024 reichte eine Gruppe von Investoren ein Schiedsverfahren gegen den Mitbegründer und Chief Technology Officer des Unternehmens ein und behauptete, dass Finanzierungsrunden durchgeführt wurden, ohne die erforderliche Zustimmung einiger auf KI spezialisierter Investoren einzuholen.

## Produkte

### Kimi
Im Oktober 2023 veröffentlichte Moonshot seinen ersten KI-Chatbot namens Kimi, dessen Name sich an Yangs englischen Namen anlehnte. Er entwickelte sich zum stärksten Konkurrenten von Baidus Ernie Bot. Im März 2024 behauptete Moonshot, Kimi könne zwei Millionen chinesische Schriftzeichen in einer einzigen Eingabeaufforderung verarbeiten – eine deutliche Verbesserung gegenüber der Vorgängerversion, die nur 200.000 Zeichen verarbeiten konnte. Aufgrund der gestiegenen Nutzerzahlen kam es am 21. März zu einem zweitägigen Ausfall von Kimi.
Am 20. Januar 2025 wurde Kimi k1.5 veröffentlicht. Moonshot behauptete, es erreiche in den Bereichen Mathematik, Programmierung und multimodales Denken die gleiche Leistung wie OpenAI o1. Kimi bietet sechs verschiedene Tarife an, die von 5,2 Yuan für vier Tage bis zu 399 Yuan für ein Jahr vorrangiger Nutzung reichen.

### Kimi 2
Kimi 2 wurde im Juli 2025 released. Es gilt als eines der größten LLM weltweit.

### Mooncake-Plattform
Mooncake ist die Plattform, die Moonshots Kimi-Chatbot bedient und täglich 100 Milliarden Token verarbeitet. Moonshot wurde auf der USENIX FAST-Konferenz für die Arbeit, die die Architektur von Mooncake beschreibt, mit dem Erik Riedel Best Paper Award ausgezeichnet. Skalierung des Muon-Optimierers In der gemeinsamen Arbeit von Moonshot und der UCLA „Muon is Scalable for LLM Training“ behaupten die Forscher, den Muon-Optimierer, der bereits für seine hervorragenden Ergebnisse beim Training kleiner Sprachmodelle bekannt war, erfolgreich skaliert zu haben, um eine 3B/16B-Parameter-Mischung aus Experten-Sprachmodellen für große Sprachen zu trainieren. Die Forscher geben an, dass Muon die Rechenleistung beim Training großer Modelle im Vergleich zum Standardoptimierer AdamW um den Faktor 2 verbessert. Die Forscher haben ihre Implementierung des Muon-Optimierers sowie die vortrainierten und instruktionsoptimierten Checkpoints als Open Source veröffentlicht.

### Skalierung des Reinforcement Learning mit LLMs
In ihrem technischen Bericht zum Kimi K1.5-Modell beschreiben die Forscher von Moonshot ihre Reinforcement-Learning-Methoden. Diese haben dem Modell ihrer Aussage nach modernste Schlussfolgerungsfähigkeiten ermöglicht, die mit denen des o1-Modells von OpenAI vergleichbar sind. Die Forscher weisen darauf hin, dass die Skalierung langer Kontexte und verbesserte Methoden zur Richtlinienoptimierung entscheidend waren, ohne auf komplexe Techniken wie Monte-Carlo-Baumsuche, Wertfunktionen und Prozessbelohnungsmodelle zurückzugreifen.